# Elżbieta Frister
Elżbieta Frister z domu Janczyszyn, primo voto Gryń (ur. 29 listopada 1949 w Poznaniu) – polska filolog, teatrolog i działaczka społeczno-kulturalna, od 2005 do 2009 dyrektorka Instytutu Polskiego w Tel Awiwie.

## Życiorys
Studiowała filologię klasyczną Uniwersytecie im. Adama Mickiewicza w Poznaniu. W 1970 poślubiła aktora Wirgiliusza Grynia (1928–1986). Od 1973 pracowała w Teatrze Lalek i Aktora w Poznaniu, od 1975 w Teatrze im. Stefana Jaracza w Łodzi, gdzie pracował jej mąż.
W 1989 wyjechała do Izraela, tam poślubiła Romana Fristera. W 1999 na Wydziale Filologicznym Uniwersytetu Łódzkiego uzyskała stopień doktora nauk humanistycznych w zakresie literaturoznawstwa ze specjalnością literaturoznawstwa polskiego za rozprawę Realizacje dramatu polskiego na scenach Izraela (promotorka: Anna Kuligowska-Korzeniewska). W latach 2005–2009 była dyrektorką Instytutu Polskiego w Tel Awiwie. W 2008 za promocję kultury polskiej za granicą otrzymała Medal Pro Publico Bono im. Sabiny Nowickiej. Od 2009 mieszka w Warszawie.